# Montivipera wagneri
Vipera wagneri là một loài rắn trong họ Rắn lục. Loài này được Nilson & Andrén mô tả khoa học đầu tiên năm 1984.hi

## Hình ảnh

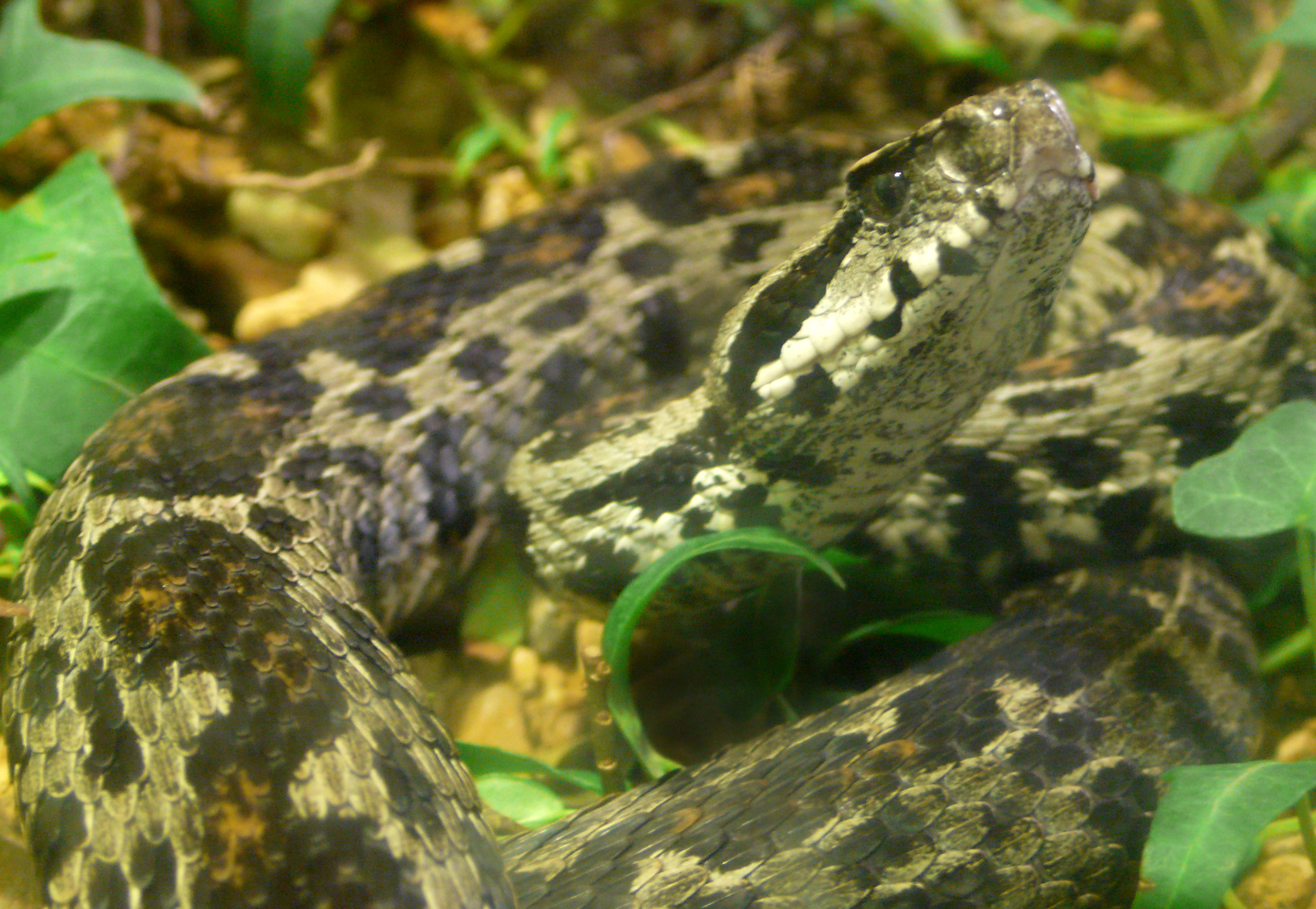
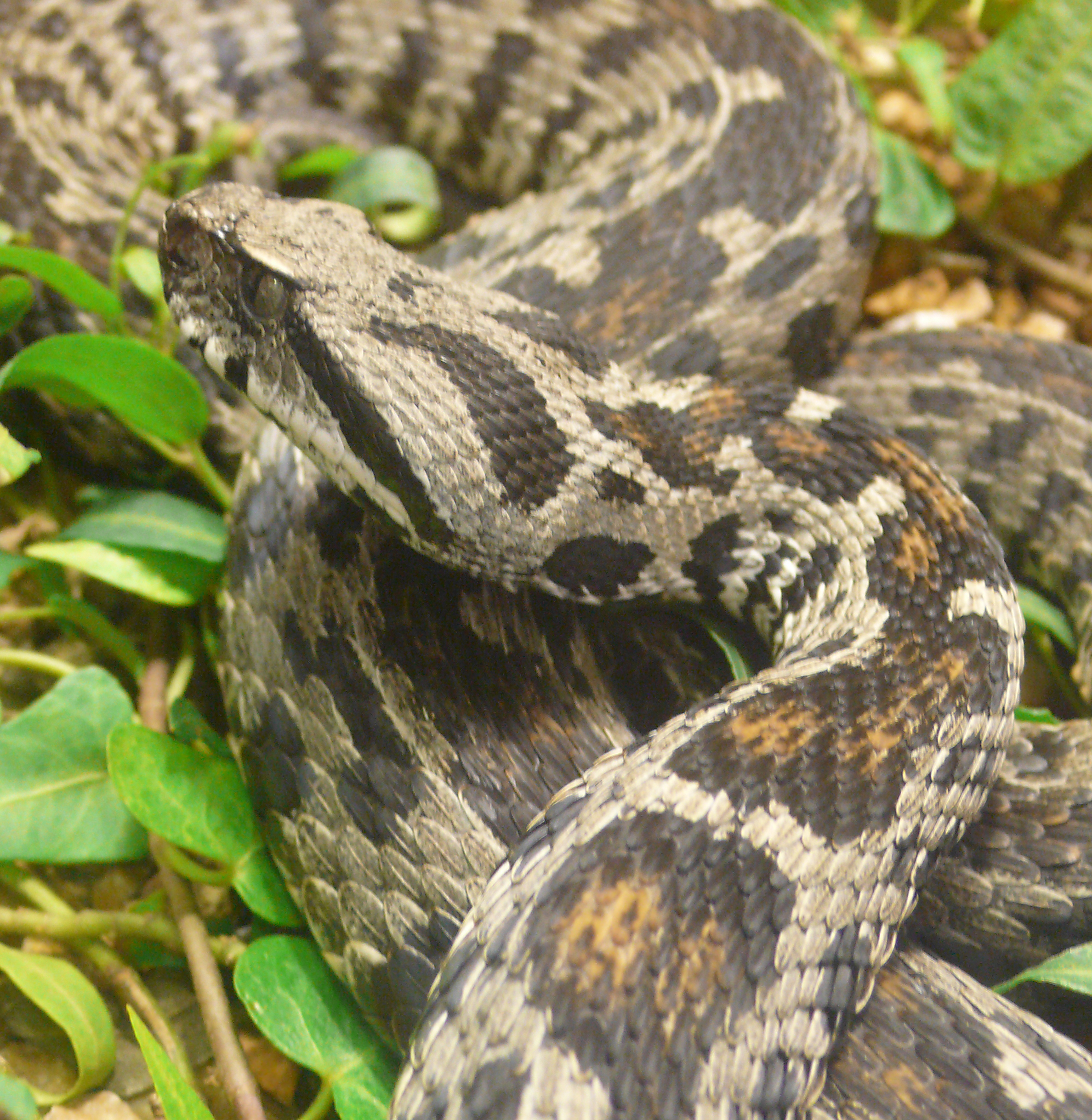
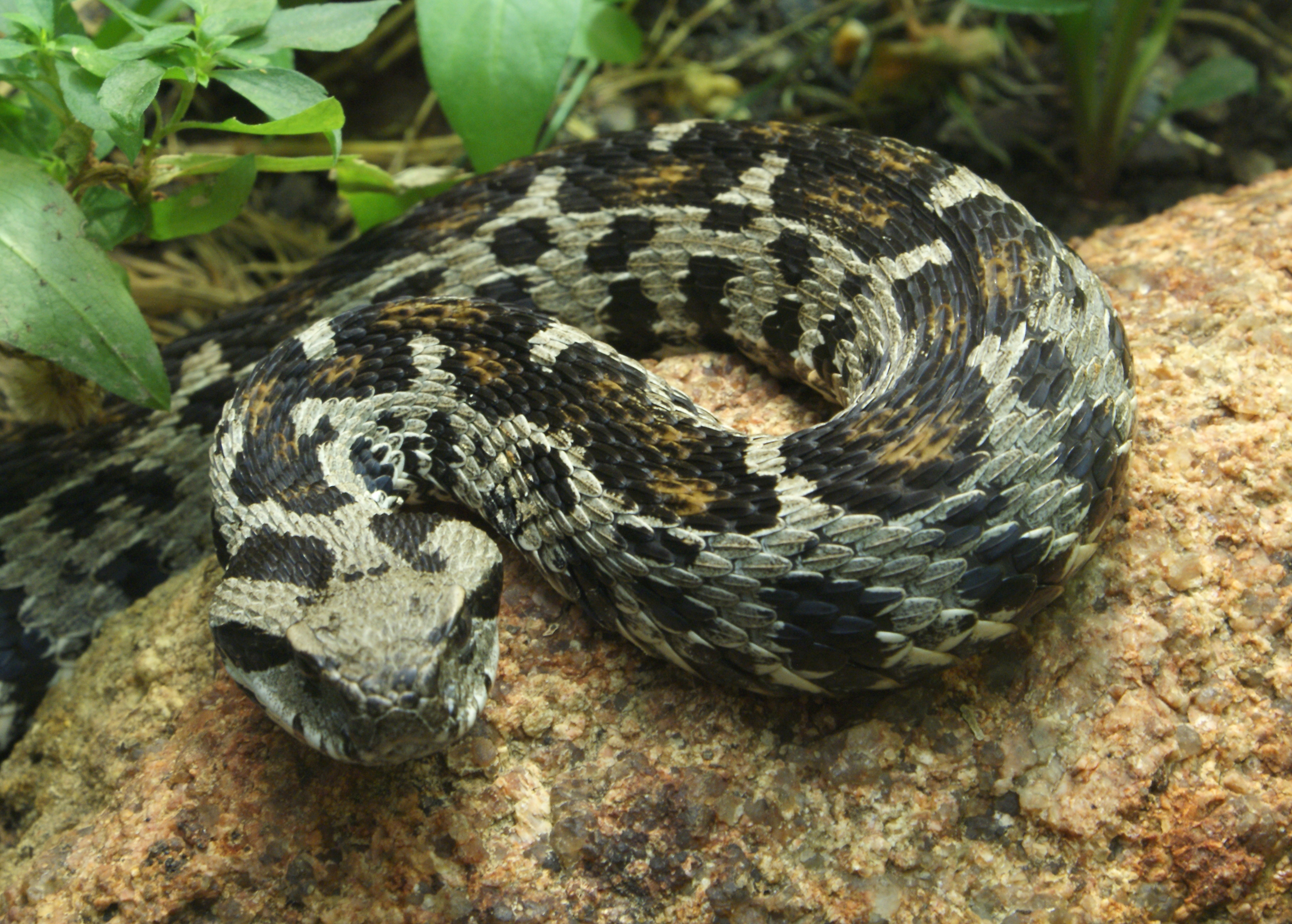
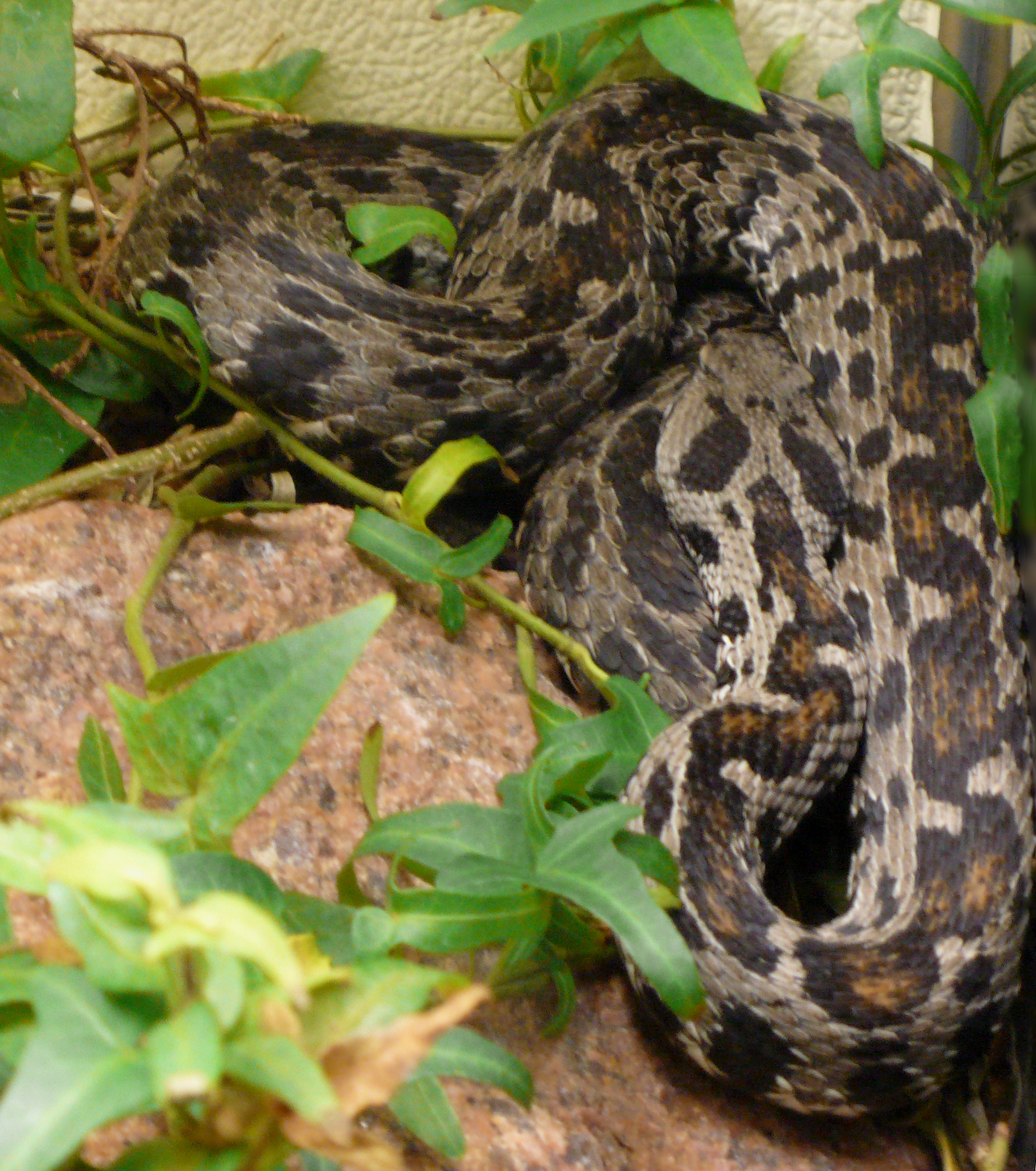